# 双清别墅
双清别墅，位于北京市海淀区香山公园内。1949年3月至9月，中国共产党主席毛泽东曾在此居住。

## 历史
双清别墅原是静宜园「松坞云庄」旧址。松坞云庄建于清朝乾隆十年（1745年）。《日下旧闻考》载：“香山蟾蜍峰北稍东为松坞云庄，又东有楼为凭襟致爽，后为栖云楼。”其中栖云楼是“静宜园二十八景”之一。清朝乾隆十一年（1746年），乾隆帝作《栖云楼》诗，该诗的序称：“予初游香山，建此于永安寺西麓，当山之半。右倚层岩，左瞰远岫，亭榭略具。虽逼处西偏，未尽兹山之胜，而堂密荟蔚，致颇幽秀。”清朝宫廷画家张若澄绘有《静宜园二十八景图》，其中描绘了蟾蜍峰及栖云楼等。后来，乾隆帝又数次为该景题诗。松坞云庄在香山南麓的山腰，东侧、南侧、北侧可望见远山，西侧临近岩壁，周边林木茂密。附近有两股清泉流过，一股流向知乐濠，一股流向静翠湖。乾隆帝为此题写“双清”二字，刻在双清别墅西南侧的岩壁上。咸丰十年（1860年），英法联军焚毁静宜园，松坞云庄也被毁，仅剩下建筑台基、山石以及部分古树。
双清别墅是香山慈幼院创办者熊希龄于民国七年（1918年）前后所建的私人别墅，定名“双清别墅”。熊希龄住在此处时，曾经有“双清小八景”的说法，即放生池、梦感亭、大石台、古经幢、石屏、辽王坟、蟾蜍峰、双清泉。
1949年3月13日，中国共产党主席毛泽东在中共七届二中全会上作报告，强调中国共产党的工作重心必须从乡村转移到城市。会后，中共中央和中国人民解放军总部准备自河北省平山县西柏坡迁往北平。1949年3月25日，毛泽东随中共中央和中国人民解放军总部机关从西柏坡抵达北平郊区，下午在南苑机场参加阅兵式，随后中共中央暂驻香山静宜园，毛泽东入住双清别墅，中共中央书记处书记朱德、刘少奇、周恩来、任弼时住在双清别墅旁边的来青轩。入住前李克农在毛泽东房间发现國民黨特務放置的炸弹。
当时为保密，保卫部门对外将中共中央直属机关称为“劳动大学”（简称为“劳大”，与“老大”谐音）。“劳大”分设三个“分站”：第一站称为“劳大筹备处”，设在北平城内的弓弦胡同15号；第二站称为“劳大收发处”，设在海淀青龙桥；第三站称为“劳大招待所”，此即位于香山的驻地。中共中央机关驻香山，中央军委机关分驻西山，中央警卫部门和中央公安部门分驻西直门、颐和园至香山地区。中国人民解放军第四野战军派一个师承担香山驻地的警卫任务，还在香山鬼见愁设立一高射炮阵地。中共中央特从中国人民解放军第四野战军调来一个工兵连，在20天内抢修完成一条公路，汽车由该公路可直达双清别墅。另外还接通了电话。

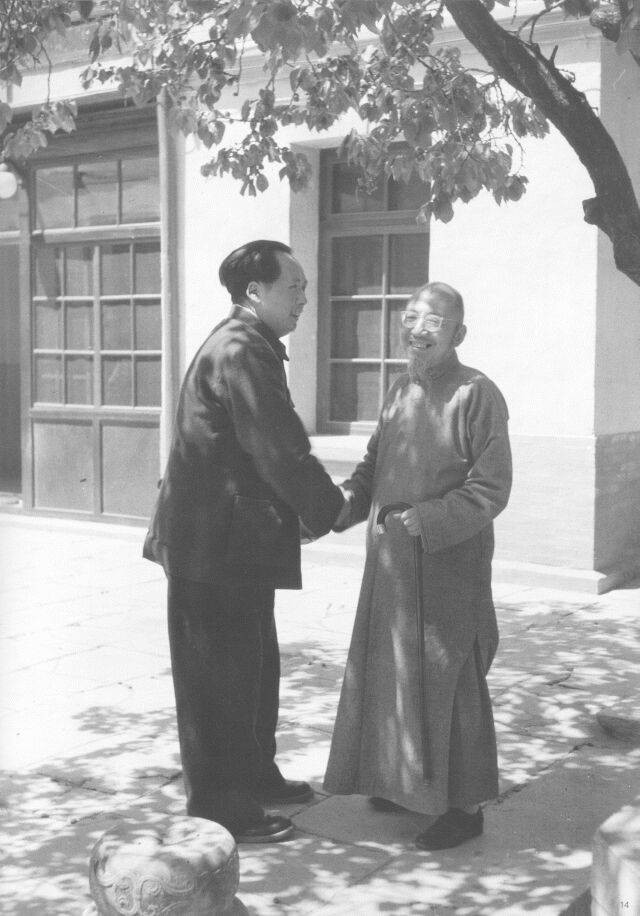
毛泽东与柳亚子在双清别墅

毛泽东在此工作繁忙，而且习惯在夜间工作。但偶然白天活动，遇到天晴，他也会在池边的躺椅上一面看书一面晒太阳，自称“洗”日光浴。他刚来双清别墅时，妻子江青和女儿李讷常伴他身边。后来江青带李讷赴苏联养病，儿子毛岸青和女儿李敏又来伴他。李敏是毛泽东与贺子珍之女儿，一直随贺子珍生活在苏联，是被贺子珍的妹妹贺怡送到这里。李敏刚到时几乎不会说汉语，只会说俄语，还靠毛岸青为她和毛泽东充当翻译。另外，毛泽东的长子毛岸英与未婚妻刘思齐也曾来此看望毛泽东。
在双清别墅，毛泽东与李济深、张澜、柳亚子、何香凝等民主人士共商国是，毛泽东在此发布《向全国进军的命令》，指挥了渡江战役，还写出《七律·人民解放军占领南京》诗篇，筹备了中华人民共和国的成立。9月21日下午，毛泽东出席中国人民政治协商会议第一届全体会议，自此离开双清别墅，迁居中南海菊香书屋。同年11月，中共中央迁入北京城内的中南海。以后，香山逐步对外开放，1956年正式辟为香山公园。
1979年，双清别墅被北京市人民政府公布为北京市文物保护单位。1993年，双清别墅被北京市人民政府定为北京市爱国主义教育基地。2009年5月21日，双清别墅升为第四批全国爱国主义教育示范基地。
1974年，北京市人民政府拨出专款修复了双清别墅。1976年至1986年，香山公园先后收集到毛泽东在双清别墅居住期间使用的部分实物及相关图片与资料，1986年10月起在双清别墅举办“双清革命史迹展览”。1992年，为纪念毛泽东诞辰100周年，中共北京市委指示要在双清别墅办“毛泽东在双清”展览，经过两年筹备，1993年7月1日“毛泽东在双清”展览对外预展。1994年10月24日，“毛泽东在双清”展览被列为第二批北京市青少年教育示范基地。
2014年9月18日，北京卫戍区高炮团香山双清别墅预编官兵班正式成立。双清别墅全体服务讲解人员换上军装，由北京卫戍区某高炮团团长郝大亮为他们授衔。自此，香山双清别墅全体服务讲解人员纳入中国人民解放军预备役体系。
2019年10月16日，雙清別墅獲中華人民共和國國務院正式核定為第八批全国重点文物保护单位的234處近現代重要史跡及代表性建築之一。

## 建筑

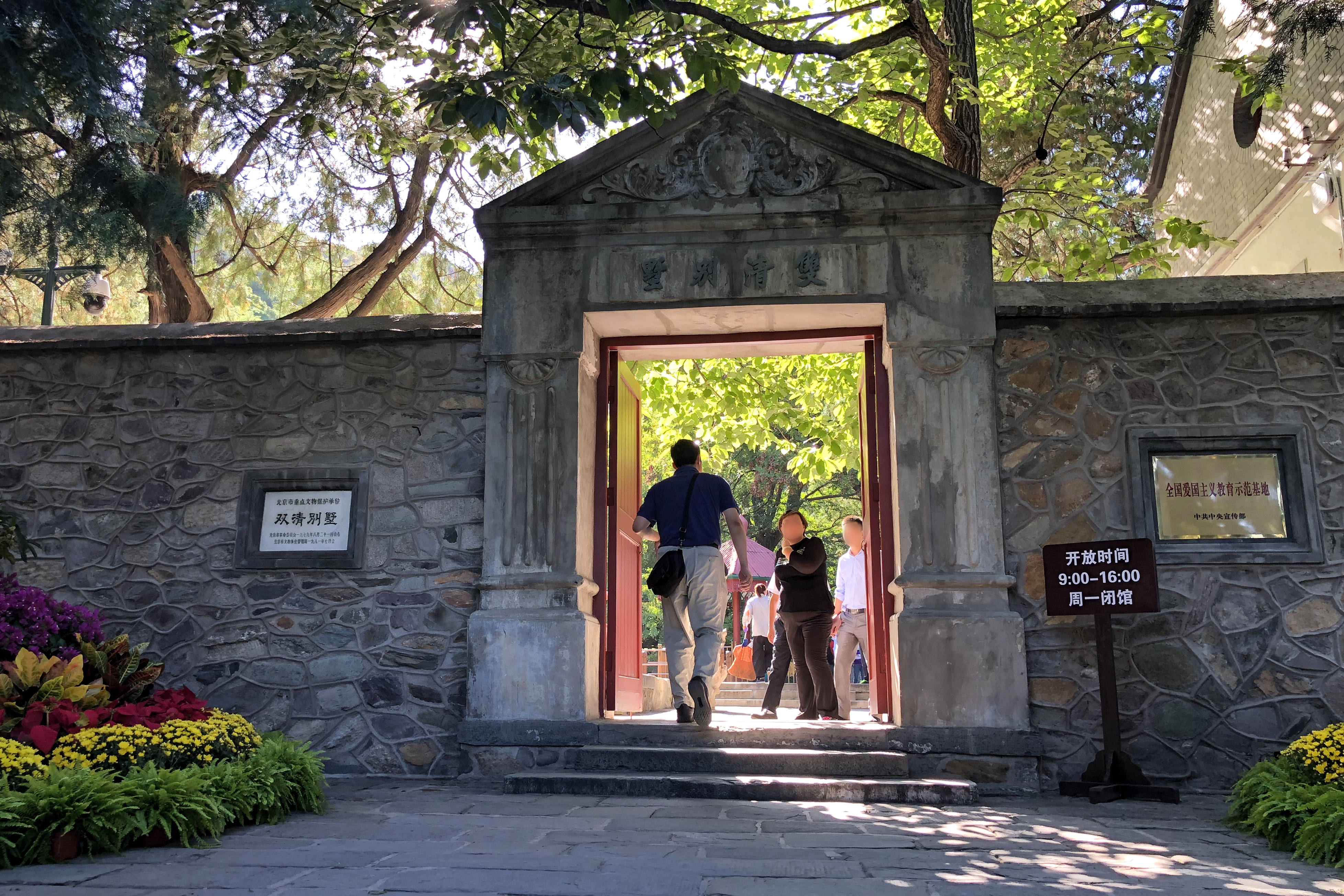
双清别墅入口

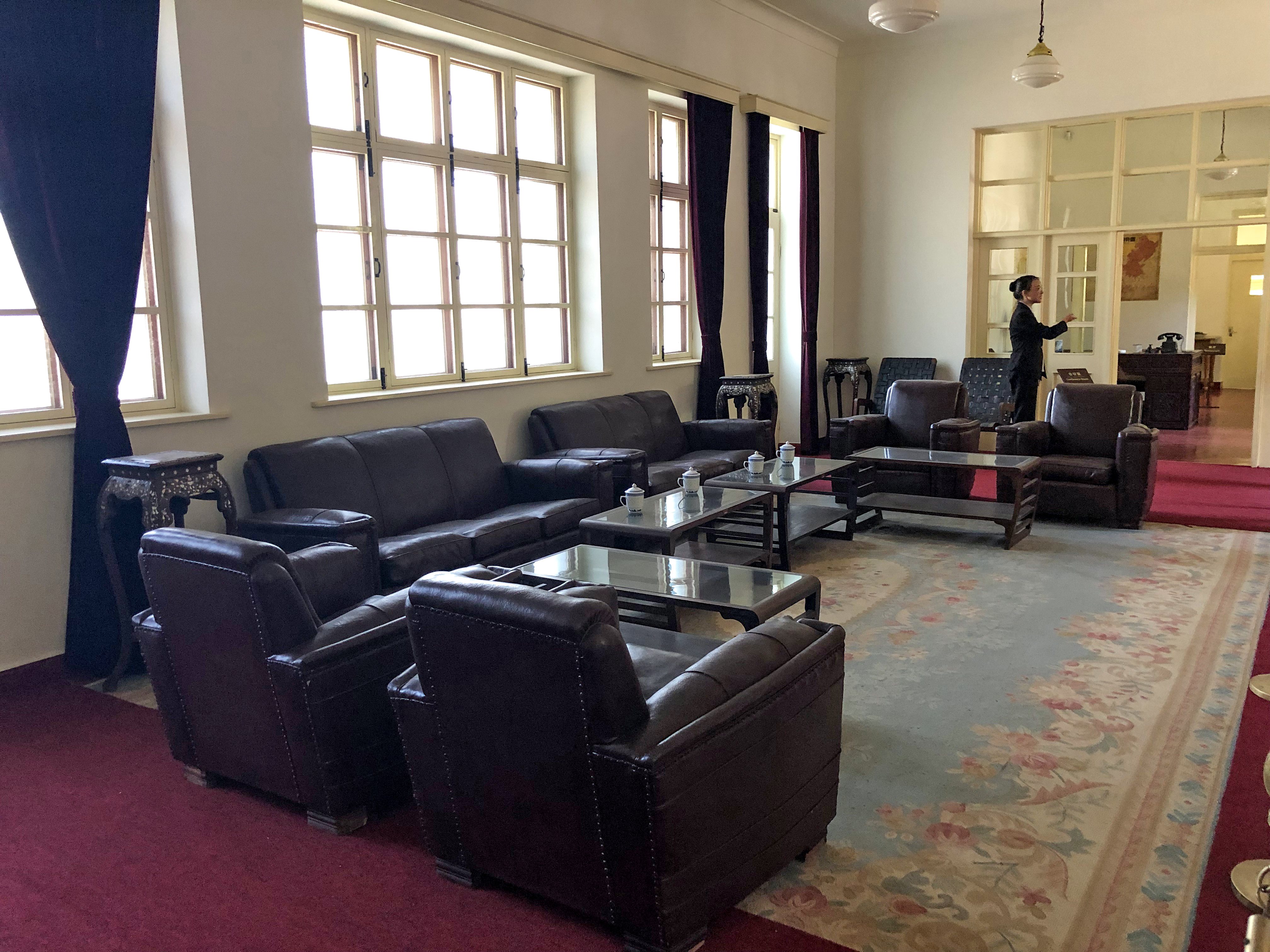
会议室（正门厅）

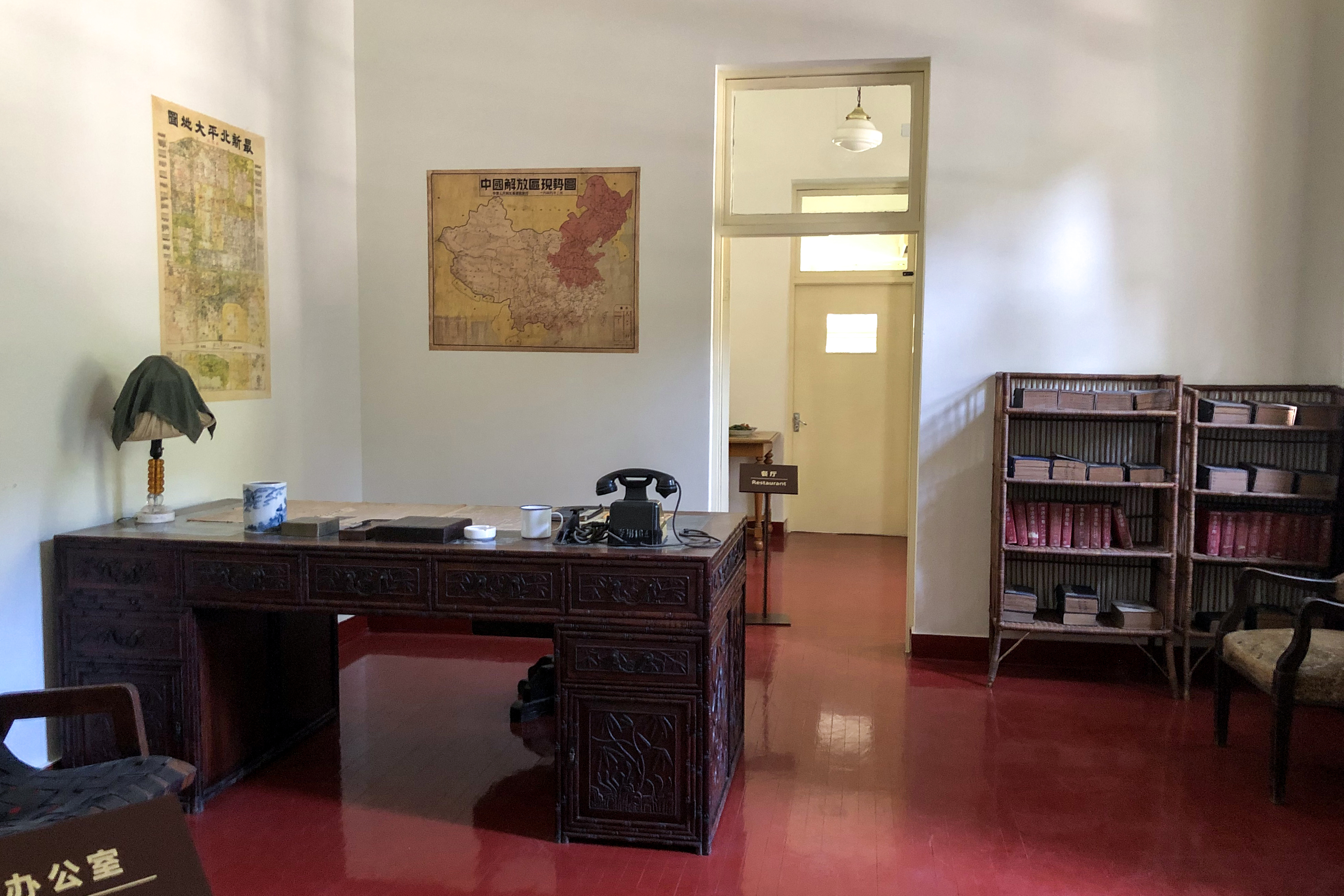
办公室（东次间）

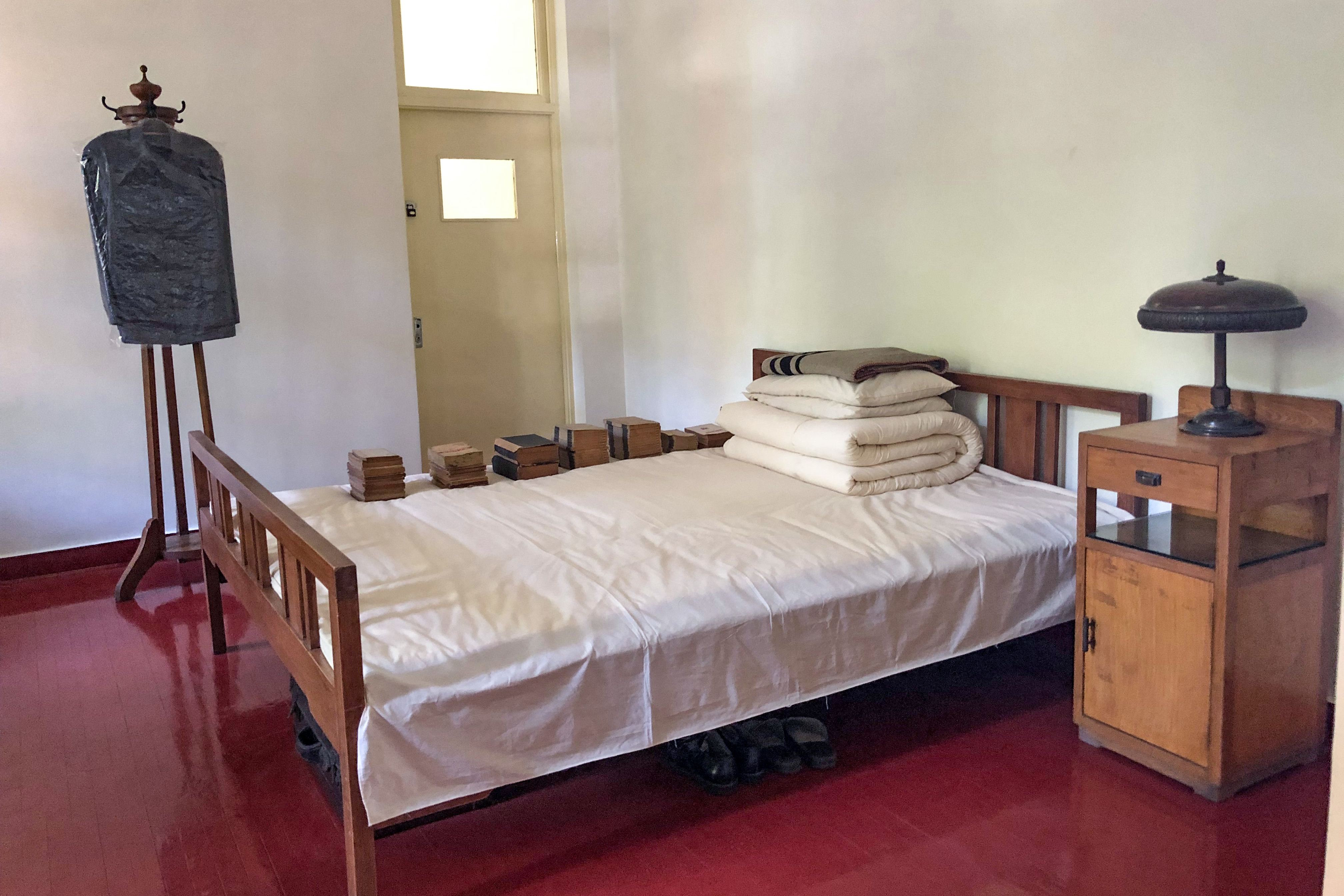
卧室（西次间）

双清别墅建于松坞云庄遗址上，仅一个大院落，分成两层台地，四面有虎皮墙作为围墙，其中南侧、西侧的围墙兼作护坡，与岩壁直接相连。该别墅受到近代欧洲别墅风格的影响，采用对称布局、几何形水池，建筑风格简洁。
双清别墅大门外的山路旁，横有一块大石，上题“双清别墅”四个红色大字，右侧有红色落款“康雍”及印，右下方刻有红字“一九四九年毛泽东及党中央办公地”。山路自北面的盘山道南侧弯向西，直通大门。
- 大门：双清别墅的大门为西式建筑，位于双清别墅的东墙靠北端，坐西朝东，用石块砌成，造型简洁，顶部为三角形山花，额枋上阳刻“双清别墅”四个字，山花和大门两侧的立柱上都浮雕有花卉图案。[3]

熊希龄在此居住时的“双清小八景”分别是：
- 放生池：位于双清别墅中央的水池。平面北为曲尺形、南为弧形，左右对称，池岸为平滑的条石。池内经常养有金鱼。放生池北面有平台伸入，平台上是梦感亭。[3]
- 梦感亭：位于放生池北侧，是一座六角红色亭子，风格为简化的攒尖亭，不设翘角飞檐。相传，金章宗在香山曾建有行宫，在驻跸期间梦见这里有泉水流出，天明便命人开掘地表，果然有一股泉水涌出，所以取名“梦感泉”。此亭便据此传说而得名。[3]中国人民解放军随军记者徐肖冰1949年在此拍下一张著名照片：毛泽东坐在亭内的椅上看《人民日报》的“南京解放”号外。[4]
- 大石台：位于放生池正南，是一座很大的石台基，为原来松坞云庄的栖云楼旧址，四周叠有青石。台基上留有石栏杆以及柱础，还有一座大型须弥座。台基北侧、东侧、西侧都有叠石踏步。[3]
- 古经幢：两座，分别位于梦感亭和正厅之间的东西两侧，呈六角形，高度约为3米，幢身刻满佛教经咒。[3]
- 石屏：位于正厅以西的北墙上，是一座石雕屏风，为西式建筑。顶部是圆弧形，上面雕有龙头。中央是佛龛，外框为拱形，其内雕有小坐佛。佛龛两侧的石柱上有乾隆帝御笔石刻对联：“翠竹满庭瞻法相，白云一坞识宗风”，这是静宜园的原有的遗物。石屏前方的地面上有一座弧形的小水池，池内设喷泉，池内还散置几块湖石。喷泉正南有一个石雕须弥座台基，南北长，东西窄。[3]
- 辽王坟：遼宣宗耶律淳的永安陵，是香山最古老的皇陵，今已无存。[3]
- 蟾蜍峰：位于双清别墅外西南侧的山坡上，为两块巨石，外形如望着天空的蟾蜍。[3]
- 双清泉：即乾隆帝御笔“双清”刻石处。“双清”刻在双清别墅内西南角的石壁上。这两股山泉也是双清别墅放生池的水源。双清别墅内南侧的山崖上，沿山路一侧凿有小渠，通往放生池西南角。[3]

该别墅的其他建筑有：
- 正厅：别墅东部最北端为正厅，位于梦感亭的正北面。面阔三间，左右各带两间耳房，灰砖砌筑，外面刷有白粉。该建筑的房顶对中国传统的硬山顶进行了简化。南立面有一对山花。正厅北侧凸出一平台，可赏山景。正厅正南的中央有一座铜香炉，镌刻有“大清乾隆年制”字样，铜香炉恰好在梦感亭和正厅之间。铜香炉两侧即上文所述的一对石经幢。[3]
- 其他房屋：正厅东耳房以东，有三间平房，坐北朝南。该房东间南侧有一间平房，坐东朝西。[3]
- 防空洞：位于别墅东部南侧的山崖中。平面呈“U”字形，内有三个侧洞。遇到空袭时，此处可暂作办公及休息场所。防空洞两头分别有出口，两个出口都拐了个小弯，洞口外有比较高的防护墙，可防止受到爆炸时的弹片和冲击波伤害。东出口外的水泥护墙上刻有“中国人民解放军第四野战军工兵第二团三营”、“一九四九年三月十五日竣工”。可见防空洞是在毛泽东入住前10天建成。修防空洞的战士们还曾在两个洞口上方分别写有“毛主席万岁”、“朱总司令万岁”，毛泽东看到后不快，便命警卫班刷掉了。[4]
- 藤架：位于别墅中部，石屏西南侧，界于别墅东部和西部之间。五间，南北走向，藤蔓缠绕着藤架。藤架东侧的松柏之间，有一个圆桌，是一座古建筑石雕柱础。[3]
- 别馆：别墅西部又有一层台地，其上有一座别馆，位于别墅西北角，坐北朝南，背靠北墙。[3]
- 北门：别墅西北部，别馆东侧的北墙上，有一座旁门，可通北侧山路。[3]
- 西南门：别墅西南角的西墙上，有一座旁门，可通西南方向的欢喜园。出门稍远处有一座方亭位于峰顶，可从别墅中仰望该方亭。[3]

双清别墅的展览分为“毛泽东在双清”和“毛泽东在双清活动陈列”两部分。
- 毛泽东在双清：是设在正厅的实物陈列展，按照历史原状展示了毛泽东在双清别墅工作、生活的情景。正厅一进门是个小门厅，正面是墙，东西两端各开一门，通往正门厅。[7][4]
  - 会议室（正门厅）：正门厅是会议室，摆有几张半旧的沙发，正对沙发是小门厅的北墙，墙上有一幅巨大的解放战争作战态势图。[4]
  - 卧室（西次间）：居中有一张木板床。据说毛泽东刚入住时，工作人员准备了一张弹簧床，但毛泽东坚持要睡自己的木板床，命工作人员即刻更换。因西柏坡的旧家具未带来，所以工作人员现找人做了一张木板床。后来毛泽东迁居中南海，仍睡这张木板床。毛泽东习惯睡前看书，所以床的一侧搭有一块板子，上面摆放了一大排书。墙角有一个衣架，挂有一件半旧的中山装以及一件睡衣。[4]
  - 办公室（东次间）：东北角有一张老式雕花书桌，配一把木转椅。北面靠墙有两张沙发。室内还有一个摆满书的书架。[4]
  - 餐厅（东梢间）：该餐厅很小。[4]
- 毛泽东在双清活动陈列：是设在别馆的图文陈列展，分为“从西柏坡到北平香山”、“毛泽东在双清”、“领袖生活在香山”三部分。[7][4]